# Medalha e Prémio Gabor
A Medalha e Prémio Gabor é um prêmio concedido anualmente pelo Instituto de Física (IOP).
O prêmio foi instituído pelo Conselho de Física em 1923. Era designado até 2008 por Medalha e Prémio Duddel, em memória de William Duddell, o inventor do osciloscópio eletromagnético.

## Laureados[1]

### Medalha e Prémio Gabor
- 2008 Doreen Stoneham
- 2010 Pratibha L Gai
- 2012 Alwyn Seeds
- 2014 Brian Tanner
- 2016 Martin Dawson

### Medalha e Prémio Duddel
- 1923 Hugh Longbourne Callendar
- 1924 Charles Vernon Boys
- 1925 Albert Campbell
- 1926 Frank Twyman
- 1927 Frank Edward Smith
- 1928 Charles Edouard Guillaume
- 1929 Albert Abraham Michelson
- 1930 John Ambrose Fleming
- 1931 Charles Thomson Rees Wilson
- 1932 Wolfgang Gaede
- 1933 Harold Dennis Taylor
- 1934 W Ewart Williams
- 1935 Charles Vickery Drysdale
- 1936 Walter Guyton Cady
- 1937 Hans Geiger
- 1938 Robert William Paul
- 1940 Ernest Orlando Lawrence
- 1941 William David Coolidge
- 1942 Cecil Reginald Burch
- 1943 John Guild
- 1944 Francis William Aston
- 1945 John Turton Randall
- 1946 Karl Weissenberg
- 1947 Robert Jemison Van de Graaff
- 1948 Karl Manne Georg Siegbahn
- 1949 Edwin Herbert Land
- 1950 Donald William Fry
- 1951 Albert Beaumont Wood
- 1952 Cecil Waller
- 1953 William Sucksmith
- 1954 Alfred Charles Bernard Lovell
- 1955 Rudolf Kompfner
- 1956 John Gilbert Daunt
- 1957 Charles Eryl Wynn-Williams
- 1958 Leonard Charles Jackson
- 1959 George William Hutchinson e Gordon George Scarrott
- 1960 Reginald Victor Jones
- 1961 John Bertram Adams
- 1963 Bertram Neville Brockhouse
- 1965 Hugh Alastair Gebbie
- 1967 Keith Davy Froome e Robert Howard Bradsell
- 1969 Charles William Oatley
- 1971 Vernon Ellis Cosslett e Kenneth Charles Arthur Smith
- 1973 Albert Franks
- 1975 Ernst Ruska
- 1976 Godfrey Newbold Hounsfield
- 1977 Ronald Ferguson Pearson
- 1978 Edward George Sydney Paige
- 1979 John Riddle Sandercock
- 1980 Albert Victor Crewe
- 1981 Bruce Arthur Joyce
- 1982 Simon van der Meer
- 1983 Ian Robert Young
- 1984 Peter George Lecomber
- 1985 Colin Edward Webb
- 1986 Bryan Peter Kibble
- 1987 Colin George Windsor
- 1988 Peter Mansfield
- 1989 Michael J Downs
- 1990 John Edwin Field
- 1991 Kenneth Firth e David Jonathan Hubbard
- 1992 Peter Faraday Smith
- 1993 Michael Anthony Flemming
- 1994 Christopher John Stokes Damerell
- 1995 Alfred Rodney Adams
- 1996 Martin Pengton Seah
- 1997 Tim Berners-Lee
- 1998 Meirion Francis Lewis
- 1999 Rex Watton
- 2000 Ondrej L Krivanek
- 2001 James Kazimierz Gimzewski
- 2002 Federico Capasso
- 2003 Stephen Myers
- 2004 James Hough
- 2005 Geoff Hall, Peter Sharp e Alessandro Marchioro
- 2006 Peter Neil Temple Wells
- 2007 Richard Nelmes